# Фантазам 3: Господар мртвих
Фантазам 3: Господар мртвих (енгл. Phantasm III: Lord of the Dead) је амерички хорор филм из 1994. режисера Дона Коскарелија, са Ангусом Скримом, Реџијем Банистером и Глоријом Лин Хенри у главним улогама.
Директан је наставак филма Фантазам 2 из 1988. године и радња се наставља на тренутак којим је завршен петходни филм. Ангус Скрим се вратио у улогу Високог човека, Реџи Банистер у улогу Реџија, Мајкл Балдуин и Бил Торнбери у улоге Мајка и Џодија Пирсона из првог филма, а Кети Лестер која је у оригиналном филму тумачила Даму у лаванди у овом филму тумачи медицинску сестру. Као и свој претходник добио је релативно позитивне критике публике и на IMDb-у има просечну оцену 6,1. У филму је, баш као и у претходном делу, приказано много више акције и борбе позитивних ликова против Високог човека, који је главни антагониста серијала, што није случај са 4. и 5. филмом.
Четири године касније добио је наставак под називом Фантазам 4: Заборав

## Радња
Филм наставља причу из претходног филма. На самом почетку се открива да је Лиз из претходног филма убијена и приказано је како једно од чудовишта Високог човека једе њено лице. Реџи поново успева да спаси Мајка, који је повређен и заврашава у болници, где га напда медицинска сестра, за коју се испоставља да је још једно од чудовишта Високог човека. Реџи и Мајк беже из болнице, појављује се једна од кугли Високог човека, која их не напада, јер се испоставља да је у њој мозак Мајковог брата, Џодија, који је убијен у првом филму, па сада покушава да им помогне. Високи човек изненадно упада у кућу и одводи Мајка са собом.
Реџи креће у потрагу за њим. На свом путу наилази на Роки, девојку којој је Високи човек убио сестру Танишу, и на Тима, малог, али способног дечака, који је такође остао без породице. Њих троје крећу у борбу против зла...
Уз помоћ Џодијеве кугле успевају да пронађу Мајка, који се убрзо присећа како је вероватно једина слабост Високог човека хладноћа. Наилазе на маузолеј који је ново седиште Високог човека. Он поново ухвати Мајка и изврши операцију на његовој глави, убацивши му једну од својих кугли унутра. Реџи, Роки и Тим стижу прекасно и иако је Мајк жив, на глави му се налази велика рана из које цури жута течност (попут крви Високог човека), његове очи постају сребрне и он бежи, јер се плаши да ће изгубити контролу над собом и повредити их. У коначној борби Роки успева да порази Високог човека, пробовши га копљем чији је врх био у течном нитрогену и потом је успела да га затвори у просторију за хлађење. Из његове главе излеће златна кугла која их напада, али Реџи, Роки и Тим успевају да је убаце у течни нитроген.
На самом крају, Роки говори да јој је доста борбе са чудовиштима, узима ауто и одлази. Реџи и Тим остају да истраже маузолеј, али Реџија нападне велики број лопти Високог човека, док Тима кроз прозор извлаче 2 чудовишта. Потом се појављује нови Високи човек, а судбине Реџија и Тима остају неразјашњене до наставка.

## Улоге
| Глумац             | Улога             |
| ------------------ | ----------------- |
| Ангус Скрим        | Високи човек      |
| Реџи Банистер      | Реџи              |
| Глорија Лин Хенри  | Роки              |
| Кевин Конорс       | Тим               |
| Мајкл Балдуин      | Мајк Пирсон       |
| Бил Торнбари       | Џоди Пирсон       |
| Синди Амбухл       | Една              |
| РБрукс Гарднер     | Руфус             |
| Џон Дејвис Чандлер | Хенри             |
| Клер Бенедек       | Тимова мајка      |
| Сара Скот Дејвис   | Таниша            |
| Кети Лестер        | медицинска сестра |